# Alfabet ugarític

Aquest va ser l'alfabet emprat pels habitants del poble semita nord-oriental que habitava la zona llevantina de Canaan al voltant del 1500 aC fins a la desaparició de la seva ciutat principal, Ugarit (l'actual ciutat Síria de Ras Shamra), a mans dels Pobles del Mar al voltant de 1200 aC
Després de la destrucció d'aquesta ciutat, l'escriptura ugarítica va deixar de ser utilitzada fins al punt d'extingir-se.

## Característiques
Els escribes d'Ugarit van manllevar l'escriptura cuneïforme originària del poble Sumeri i la van adaptar a la idiosincràsia fonètica de la seva llengua, fent servir només 30 dels seus grafemes com ideogrames amb valors fonètics, o fonogrames, per expressar-se de forma escrita.
Encara que l'escriptura cuneïforme en la qual es basava només emprava grafemes consonàntics, l'alfabet ugarític va anar incorporant valors vocàlics fins al punt d'acabar amb 27 consonants i 3 vocals. Per aquest motiu podem afirmar que l'Ugarític posseeix el primer “Alfabet” cuneïforme.
Una altra diferència respecte a l'escriptura cuneïforme original és que, si aquesta s'escrivia de dreta a esquerra, l'alfabet ugarític ho feia d'esquerra a dreta.
Aquestes tres innovacions: la utilització exclusiva d'ideogrames, la incorporació de grafemes amb valor vocàlic, i l'ordre d'escriptura d'esquerra a dreta, fan d'aquest sistema d'escriptura un precursor dels alfabets moderns.

## Ordre Alfabètic
S'han trobat tauletes d'argila amb llistes ordenades de les lletres ugarítiques, cosa que ens permet determinar dos tipus ben diferenciats d'ordres alfabètics de l'ugarític. A continuació apareix una transcripció de l'alfabet ugarític seguit dels seus cognats equivalents hebreus:
Ordre Semític Septentrional
| ’a | b | g | x | d | h | w | z | ħ | ṭ | y | k | š | š' | l | m | ð | n | ẓ | s | c | p | ṣ | q | r | θ | γ | t | ś | ’i | ’u |
| א  | ב | ג |   | ד | ה | ו | ז | ח | ט | י | כ |   |    | ל | מ |   | נ |   | ס | ע | פ | צ | ק | ר | ש |   | ת | שׂ |    |    |

Ordre Semític Meridional
| h | l | ħ | m | q | w | š | r | t | s | k | n | x  | b | ś | p | ’ | c | ẓ  | g | d | γ  | ṭ | z | ð  | y | θ | ṣ |
| ה | ל | ח | מ | ק | ו |   | ר | ת | ס | כ | נ | ח׳ | ב | שׂ | פ | א | ע | ט׳ | ג | ד | ע׳ | ט | ז | ד׳ | י | ש | צ |

## Alfabet

Alfabet ugarític

| Lletra | Nom               | Trans.            | AFI | Hebreu | Àrab |
| ------ | ----------------- | ----------------- | --- | ------ | ---- |
| 𐎀      | alp               | ʾa                | ʔa  | א      | أ    |
| 𐎁      | ḇt                | b                 | b   | ב      | ب    |
| 𐎂      | gml               | g                 | ɡ   | ג      | ج    |
| 𐎃      | ḫṭ                | ẖ                 | x   |        | خ    |
| 𐎄      | delt              | d                 | d   | ד      | د    |
| 𐎅      | hdd               | h                 | h   | ה      | ه    |
| 𐎆      | wqy               | w                 | w   | ו      | و    |
| 𐎇      | zġn               | z                 | z   | ז      | ز    |
| 𐎈      | ḥrṯ               | ḥ                 | ħ   | ח      | ح    |
| 𐎉      | ṭiṭ               | ṭ                 | t̴   | ט      | ط    |
| 𐎊      | ydm               | y                 | j   | י      | ي    |
| 𐎋      | kp                | k                 | k   | כ      | ك    |
| 𐎌      | šn                | š                 | ʃ   |        | ش    |
| 𐎍      | lab               | l                 | l   | ל      | ل    |
| 𐎎      | my                | m                 | m   | מ      | م    |
| 𐎏      | ḏrq               | ḏ                 | ð   |        | ذ    |
| 𐎐      | nḥš               | n                 | n   | נ      | ن    |
| 𐎑      | ẓhr               | ẓ                 | ð̴   |        | ظ    |
| 𐎒      | smk               | s                 | s   | ס      | س    |
| 𐎓      | cnt               | ʿ                 | ʕ   | ע      | ع    |
| 𐎔      | pcr               | p                 | p   | פ      | ف    |
| 𐎕      | ṣdq               | ṣ                 | s̴   | צ      | ص    |
| 𐎖      | qbr               | q                 | q   | ק      | ق    |
| 𐎗      | riš               | r                 | r   | ר      | ر    |
| 𐎘      | ṯd                | ṯ                 | θ   | ש      | ث    |
| 𐎙      | ġlm               | ġ                 | ɣ   |        | غ    |
| 𐎚      | twr               | t                 | t   | ת      | ت    |
| 𐎛      | ib                | ʾi                | ʔi  |        | ئ    |
| 𐎜      | ur                | ʾu                | ʔu  |        | ؤ    |
| 𐎝      | ´shr              | s₂                |     |        |      |
| 𐎟      | separador de mots | separador de mots |     |        |      |

## Influència
L'alfabet ugarític és l'alfabet més antic dels que coneixem, raó que ens fa arribar a la conclusió que va ser aquest el que va influenciar en l'ordre alfabètic de totes les altres llengües que es van desenvolupar al seu voltant.
Per exemple, l'ordre alfabètic septentrional va influir en alfabets tals com el fenici, l'hebreu, el grec, l'etrusc o el llatí, mentre que l'ordre alfabètic meridional ho va fer sobre l'Àrab o el Ge'ez etíop.

## Unicode
L'ugarític va ser afegit a Unicode a partir de la seva quarta versió, els codis per aquest alfabet són U+10380 i U+1039F. Els caràcters d'Unicode són molt convenients, ja que solen ser fàcilment visibles per a la major part de sistemes operatius i navegadors.

## Enllaços Relacionats
- Ugarític
- Cuneiforme